# Ordine dell'Eroe Nazionale (Belize)
L'Ordine dell'Eroe Nazionale è la prima tra le onorificenze del Belize in ordine di importanza. L'Ordine venne fondato nel 1991 per ricompensare i cittadini stranieri che si fossero distinti grandemente nei confronti del Belize o dell'umanità.

## Insegne
L'onorificenza è costituita da una collana con una stella e dei nastri. La collana ricorda la bandiera del Belize in quanto vi sono dipinti tucani, alberi di mogano e pannocchie.